# بهلواني (إقليد)
بهلواني (بالفارسية: پهلوانی) هي منطقة سكنية تقع في فارس في إيران. يقدر عدد سكانها بـ 456 نسمة .